# 女請負人
「女請負人」（おんなうけおいにん）は、夏樹静子による短編小説。初出は『小説推理』1991年7月号。
クライアントは女性のみ、そして依頼を受ける優先順位は今までどれだけ男に虐げられてきたかで決めるというなんでも屋〈エニイ〉を舞台とした作品。ここでは1993年に発表された、同じく〈エニイ〉を舞台とした短編小説「人質は、半年後……」（ひとじちは、はんとしご）についても扱う。
両作品ともに1995年10月に双葉社から単行本で刊行された夏樹静子の短編集『乗り遅れた女』に収録されているが、2000年7月に刊行された双葉文庫版や2003年1月に刊行された新潮文庫版には収録されていない。
2000年と2014年にテレビドラマ化された。

## 共通設定＆登場人物
〈エニイ〉
ワンルームマンションを改造したオフィスにある請負業者。浅川のA、仁科のN、夜須のYというイニシャルにちなみ、依頼は"ANYTHING"、どんなことでも引き受けるのがモットー。そのため多くは掃除や引っ越しなどの家事手伝い、病人や子供の世話、素行調査などだが、まれに殺人の依頼が入ることもある。
引き受ける条件はクライアントが女性であること。そして今までどれだけ男のエゴや暴力の犠牲になってきたかで仕事に着手する優先順位が決まる。料金は原則として時給2500円＋必要経費。
浅川
30代後半で、3人の中では最年長。中肉中背で、キャリアウーマン風に整った引き締まった顔立ちをしている。ショートヘア。
仁科
34,5歳。がっしりしていて大柄、体重も60kg以上ありそうに見える。顔は日に焼けている。空手は2段で、ボディーガードなども引き受ける。
夜須
20代に見え、3人の中では1番若い。つぶらな瞳にふっくらとした唇という可憐な美貌。経理担当。

## あらすじ

### 女請負人
なんでも屋〈エニイ〉の噂を聞いた「私」は、会社で知り合った後輩・清岡律男との恋愛について打ち明ける。清岡とは将来を約束し、新築マンションを購入して支払いも手伝っていたが、やがて清岡は東京に転勤した末に東京支社長でもある専務の娘と婚約してしまい、「私」は捨てられたのだった。最初は清岡を恨んだものの、その気持ちは次第に薄らいでいく。しかし去年の暮に清岡が本社の部長となって帰ってきたことをかつての同僚から聞き、ついその生活を覗いて幸せな姿を見てしまったとたん、怒りと憎悪、そして殺意がふつふつと湧いてきたのだという。顛末を聞いた〈エニイ〉の3人は依頼を受諾。しかしアリバイの協力者になったり事前調査の手伝いはするが、実際に手を下すのはクライアント本人であると告げる。調査の末、清岡の妻が実家に帰省する1週間後に実行することが決まり、「私」は時給2500円分と調査の必要経費を合わせた11万5000円を〈エニイ〉に振り込んだ。計画実行当日、浅川にアリバイ作りを任せ、「私」は合鍵を使って清岡の寝室に忍び込む。しかしそこに清岡の姿は無かった。代わりに、ランプの先につけられた小さな羊のマスコットを見つける。それはかつて2人が恋人同士だった頃、旅行した先の神社で買ったお守りの根付だった。毎晩手に触れる鎖に結びつけた清岡の気持ちを考えた「私」は涙を流し、計画を断念する。計画失敗を告げた「私」に〈エニイ〉の3人は再チャレンジを促すが、「私」は二度と決行する意志を失っていた。そして翌月、「私」は〈エニイ〉に復讐ではなく大掃除を依頼する。それを聞いて弾むような返事をした夜須の声を聞き、あの夜に清岡を呼び出したのは実は彼女で、〈エニイ〉は最初から「私」に人殺しをさせるつもりはなかったのだと気づく。
私
依頼人。35歳。短大卒で入社し、11年働いて4年前まで市内の会社にタイピストとして勤める。早くに母親を亡くし、病気がちの父親を介護しながら働いていたため、付き合っていた清岡とはなかなか結婚まではいかなかった。しかしその父親が亡くなり、時を同じくして清岡の東京転勤も決まったため、これを機会に入籍を期待するものらりくらりとかわされ、妊娠した子供も堕ろすことになり、予後が悪く2度と子どもを産めない身体になってしまった。
退職してからは自宅で和文タイプの仕事を始める。ケーキ作りが唯一の趣味。中肉中背、ショートカット。
清岡 律男
「私」の2年後輩の男。4年制大学卒業後に入社してきたため、「私」と同い年。
「私」に結婚をちらつかせ、子供も堕胎させておきながら、専務の娘と婚約した末に「自分には丈夫な子供を産んでくれる若くて健康な妻をもつ権利がある」と言う。
清岡 マリ子
律男の妻で、律男より9つ年下。実家は東京。
清岡 瞳
律男の子供。1歳7か月。
香代子
「私」の家の隣に住んでいるおかっぱ頭の高校3年生。はきはきとして人懐こい子。部屋の窓から「私」の台所の窓が見えるため、「私」のアリバイ証言者として選ばれる。

### 人質は、半年後……
半年後の衆議院選挙に向け、妻の体調不良など意に介さず連日自宅にも秘書を呼んで打ち合わせを重ねる夫の関口一平に、妻の美和は辟易していた。そんな時、美和の精神的・身体的不調を見抜いた一平の事務所で働く女性・加藤節子から〈エニイ〉への訪問を勧められる。〈エニイ〉を訪れた美和は、長年一平との夫婦生活に悩んできたが子供のために耐え続けてきたことや、2年前に一平の会社に勤める伊能高春という男性と出会って恋愛関係になったものの、伊能が出張先の香港のホテルでクモ膜下出血で亡くなってしまったこと、そしてその原因が伊能が病院に行くことを邪魔した一平にあると考えていることなどを打ち明ける。そして自らの決意を実現するためにはどうしたらいいかを相談した末、関口一平は妻を誘拐され、3000万円を要求されることになる。人質の安全、そして選挙のために流れた黒い金の告発を恐れた一平は要求されるまま金を渡したが、「お互いの安全のために人質は半年後の選挙の後に返す」という文言とともに美和は帰らないままになってしまう。しかし半年後、美和は突然自宅へ帰る。一平には「今までずっと監禁されていた」と嘘をつくが、実はこの半年の間に美和は〈エニイ〉の力を借り、伊能との子供を身代金の3000万円を使って出産していたのだった。
関口 美和
依頼人。38歳。次々と愛人を作るだけでなく、それを責めると暴力を働く一平との夫婦生活に悩んでいるが、弘（長男・中学校1年生）と武（次男・小学5年生）という2人の息子のために懸命に耐えている。一平とは友人の紹介で知り合い、大学を出た春に結婚した。関口邸から電車で40分くらいのところに両親とサラリーマンの兄が住んでいる。
関口 一平
美和の夫。46歳。父親から引き継いだ海産物など食料品の卸売会社を経営しているほか、県議会議員を三期務めており、半年先には衆議院選挙に出る予定。恰幅がいい。
全国規模の新興宗教教団「SR協会」に高額の金を送り、来年の衆議院選の票をまわしてくれるように頼んでいる。
加藤 節子
一平の事務所でワープロを打っている独身らしい40歳前後の地味な印象の女。3年以上働いている。
美和はなぜか以前から本能的な見方意識を持っていたが、ある日、自らも男に裏切られて復讐を思い立ったが〈エニイ〉のおかげで思いとどまった経験があると〈エニイ〉のことを薦めてくる。「女請負人」の「私」と思われる。
伊能 高春
一平の会社の情報システム担当の取締役。美和より4つ上の42歳で、3年前に奥さんに先立たれているため現在は独身。美和とは会社の創立記念パーティで紹介されて以降、逢瀬を重ねる。
ひどい頭痛に悩まされながらも一平の命令で香港に出張が決まり病院に行けず、ホテルで急死してしまう。
野川
一平の秘書。
藤井
一平の運転手。初老。関口邸から500メートルほどのところにある自宅から通っている。
波川 文子
関口邸の家政婦。近所に住む中年主婦。

## テレビドラマ

### 2000年版
「女請負人」を原作としたテレビドラマが同名タイトルで2000年7月29日、テレビ朝日系「土曜ワイド劇場」枠で放送された。サブタイトルは「エリートに結婚を裏切られた元OL 怨みの殺人願望」。主演は高樹沙耶。原作では未然に防がれた殺人事件が発生する。

#### あらすじ（2000年版）
沢田クリーニング店の2階に事務所を構える「ANY」。夜須いずみ、浅川たか子、仁科幸江の3人の女性スタッフで営む「ANY」は、表向きは女性クライアント専用の便利屋だが、実は自分たちのように男のエゴや暴力の犠牲者となっている女性たちのワケあり相談や依頼も受ける便利屋であった。そんな「ANY」に、結婚の約束をしてマンションの支払いもしていたにもかかわらず子供を堕胎させられたうえ、会社の上司の娘とあっさり婚約して自分を捨てた男・清岡律男を殺してやりたいと滝沢木綿子という女がやって来る。話を聞き、依頼を受けることにした「ANY」の3人だったが、様々な事前調査を行って木綿子が清岡の家に忍び込むお膳立てをしておきながらも、木綿子が本当の殺人者になってしまわぬよう当日は夜須が清岡を呼び出し、木綿子の復讐は失敗に終わるように画策していた。3人の思惑通り、清岡の部屋で思い出の羊のマスコットを見て復讐を諦めた木綿子だったが、なぜか翌日、清岡が死体となって発見される。そして清岡の妻・マリ子が事情聴取され、事前調査の過程でマリ子と顔を合わせてしまっていた仁科が重要参考人として警察に連行されてしまう。仁科を助け出すため、夜須と浅川は事件当夜に清岡を呼び出したホテルや清岡の葬儀に行き、事件を独自に調べ始める。そして妻のマリ子が元Jリーガーの男と密会している現場を清岡に見られて修羅場になっていたことや、自分が福岡にいるよう友人に偽のアリバイ作りを頼んでいたことをつきとめる。やがて仁科は釈放され、マリ子は連行されるが犯行は頑として認めず、「ANY」の3人もまた、困っている女性のための「ANY」がマリ子という女性を苦しめているのではと思い直し、真犯人を探し出そうと決意を新たにする。そして改めて清岡の周辺を洗った3人は、清岡の手帳に定期的に出てくる「M」の文字と、清岡が給料の他にどこからか臨時収入をもっていた事実を掴む。

#### キャスト（2000年版）
- 夜須いずみ - 高樹沙耶
- 浅川たか子　- 市毛良枝
- 仁科幸江 - 柴田理恵
- 滝沢木綿子（依頼人） - 藤吉久美子
- 沢田とき（「沢田クリーニング店」夫人） - 石井トミコ
- 沢田三郎（「沢田クリーニング店」店主） - 粟津號
- 野島（夜須にセクハラをしていた元上司） - 中丸新将
- 清岡律男 - 沖田浩之
- 清岡マリ子（律男の妻） - 中村ゆま
- 角倉信彦（夜須の元恋人・清岡律男の部下） - 岡野進一郎
- 笠原達男（刑事・浅川の元亭主） - 秋野大作
- 遠藤刑事（笠原の部下） - 江連健司
- 田村直人（「あけぼの配送センター」配達員・元Jリーガー） - 石井一孝
- 橋本綾乃、荻原匠、平野朝子、金子みくる、酒井荘子、林千恵子、石浜加奈恵、桜井聖、小森達也、安西朋遠、森山利充、関根正明、劇団東俳、クロキプロ

#### スタッフ（2000年版）
- 原作 - 夏樹静子
- 脚本 - 篠崎好
- 監督 - 岡本弘
- プロデューサー - 塙淳一（テレビ朝日）、柳田博美、佐野奈緒子（大映テレビ）
- エンディングテーマ - 「promised you」ZARD（ビーグラムレコーズ）
- 撮影 - 知識護
- 照明 - 伊藤裕二
- 美術 - 大橋雅俊
- VE - 香山達也
- 録音 - 秋山一三
- 編集 - 本間元治
- 助監督 - 島田晃
- 制作主任 - 加治屋常幸
- スクリプター - 竹下京子
- 選曲・効果 - 田中稔
- メーク - 佐々木亮子
- 衣裳 - 松川好伸
- スタイリスト - 川合洋美
- スチール - 岩宮秀憲
- 擬斗 - 車邦秀
- 助監督 - 塚田俊也、水内宏征、正木貴久
- 撮影助手 - 佐々木伸敏、古川明
- 照明助手 - 吉田政二郎、金子文明、今村剛
- 美術助手 - 相田伸一、和田浩実、羽中田智
- 録音助手 - 間篠秀昭、中村健太郎
- 編集助手 - 飯田明彦
- EED - 白水孝幸
- MA - 浜田豊
- 仕上進行 - 原田信
- 制作進行 - 米村栄子
- 広報 - 豊島晶子（テレビ朝日）
- 衣裳 - 第一衣裳
- 美術 - アートボックス
- 車輌 - 日本照明
- 技術協力 - ビデオフォーカス
- 音楽協力 - テレビ朝日ミュージック
- 制作 - テレビ朝日、大映テレビ株式会社

### 2014年版
『女請負人〜仕掛けられた女の罠〜』（おんなうけおいにん しかけられたおんなのわな）のタイトルで2014年9月12日にフジテレビ系「金曜プレステージ」でテレビドラマ化された。主演は財前直見で、元刑事というドラマオリジナル設定。

#### キャスト（2014年版）
- 浅川みずき - 財前直見[2]
- 仁科佳子 - 渡辺えり
- 夜須桃花 - 中越典子
- 木下真由 - ちすん
- 清岡紀夫 - 浜田学
- 大森大輔 - 内藤剛志
- 磯崎 - 新井康弘
- 板橋純也 - 桜井聖
- 小西雪乃 - 谷内里早
- 愛 - 小林星蘭
- 矢口玲子 - 高橋由美子
- 高橋健一 - 阿部力
- 小暮俊作 - 二階堂高嗣
- 内藤恭二郎 - 酒井敏也
- マンションの住人 - 大島蓉子

- 河原健二、日向みお、早坂理恵、樋口辰雄、小澤俊一朗、安西達宏、久下麻里子、欣上誘起

#### スタッフ（2014年版）
- 原作 - 夏樹静子
- 脚本 - 深沢正樹
- 編成企画 - 加藤達也（フジテレビ）
- プロデュース - 布施等
- 演出 - 今井和久
- 制作 - フジテレビ
- 制作著作 - MMJ